# Francis Dereham
Francis Dereham, né vers 1513 et mort exécuté le 10 décembre 1541, est un ancien secrétaire de la maison de la duchesse douairière de Norfolk Agnès Tilney, qui éleva Catherine Howard, cinquième épouse du roi Henri VIII.
Il est célèbre pour sa relation avec la reine Catherine.

## L'affaire

### Origine
Lorsque Dereham et Catherine Howard tombent amoureux, ils s'adressent l'un à l'autre comme « mari » et « femme ». Dereham confie également à Catherine de nombreuses responsabilités qui incombent d'ordinaire à une épouse, comme garder son argent quand il voyage pour affaires. La plupart des compagnes de Catherine, sont au courant de cette relation, qui s'achève apparemment en 1539, quand la duchesse douairière a vent de l'affaire, et avec la nomination de Catherine comme dame d’honneur de la quatrième épouse du roi, Anne de Clèves.
Dereham est nommé secrétaire à Hampton Court, probablement sous l’impulsion de la duchesse, pour lui faire taire son ancienne relation avec la reine. Quand son passé vient aux oreilles de Thomas Cranmer, par l’intermédiaire d’un membre de la maison de la duchesse, ce dernier rapporte toute l’affaire au roi dans une lettre, qui demande une enquête qui aboutit à l’arrestation de la duchesse douairière, du duc de Norfolk, de Thomas Culpeper et de la reine en personne.

### Dévoilement du scandale
Interrogé, Dereham admet avoir eu des rapports avec Catherine, mais il jure n’avoir jamais été intime avec la reine après son mariage au roi. De plus, il affirme qu’elle lui a préféré Thomas 
Culpeper — ce qui est intéressant, sachant la nature forcément secrète de la relation de Catherine avec Culpeper. Tous les documents incriminants ont été probablement détruits par la duchesse douairière, car on sait qu’elle a fouillé les coffres de Dereham et brûlé des lettres. Cependant, Cranmer est informé des rumeurs d’un « pré-contrat » existant entre Dereham et Catherine, qui aurait été de fait pour l'Église un mariage, s’ils avaient eu des relations sexuelles. Si c’était vrai, le mariage de Catherine à Henry aurait été illégitime. Une lettre d’amour de Catherine adressée à Culpeper est découverte, scellant le destin de toutes les personnes compromises.
Dans une lettre adressée au roi, datée du 7 novembre 1541, Catherine écrit :

« Francis Derehem, par de nombreuses persuasions, me fit céder à ses vicieux desseins, et il obtint tout d’abord de s’allonger sur mon lit avec son pourpoint et ses chausses, puis dans mon lit, et finalement il s’étendit nu auprès de moi, et me traita comme un homme traite son épouse, de nombreuses fois, et notre relation s’acheva un an avant que sa Royale Majesté fut mariée à ma Lady Anne de Clèves, et dura juste un quart d’année, ou à peine plus... »

### Exécutions
Dereham meurt de la mort réservée aux traîtres, pendu, éviscéré et démembré. Culpeper est exécuté auprès de lui à Tyburn, mais comme il a été le favori du roi, sa sentence est commuée en simple décapitation.
Catherine est également décapitée à la tour de Londres, le 13 février 1542. La vicomtesse de Rochford, dame d'honneur de la reine, qui avait organisé ses rendez-vous galants, est décapitée juste après.

## Francis Dereham dans la fiction

### À la télévision
- 2009-2010 : Les Tudors, série TV de Michael Hirst : Allen Leech (saison 4)

### Source
- (en) Cet article est partiellement ou en totalité issu de l’article de Wikipédia en anglais intitulé « Francis Dereham » (voir la liste des auteurs).

### Note
1. ↑  Retha M. Warnicke, « Katherine [Katherine Howard] (1518x24–1542) », Oxford Dictionary of National Biography, Oxford University Press, édition en ligne, janvier 2008.
2. ↑  La lettre sur nationalarchives.gov.uk.